# Begonia consanguinea
Espèce
Begonia consanguinea est une espèce de plantes de la famille des Begoniaceae.
L'espèce fait partie de la section Petermannia.
Elle a été décrite en 1928 par Elmer Drew Merrill (1876-1956).

## Répartition géographique
Cette espèce est originaire de Malaisie.